# Eli Brouwer
Eli Brouwer (14 juli 2000) is een Nederlandse roeier. Hij vertegenwoordigde in 2024 Nederland in de vier-zonder op de Olympische Spelen van Parijs.

## Levensloop
Brouwer begon op twaalfjarige leeftijd met roeien bij de Utrechtse Roeivereniging U.R.V. Viking. In zijn studententijd werd hij lid van U.S.R. Triton. Hij kwam op meerdere internationale roeiwedstrijden uit voor Nederland, zoals bij de Europese Kampioenschappen onder 23 van 2020 en de Wereldkampioenschappen onder 23 van 2021, beide malen in de acht. In 2023 won hij met Triton het hoofdnummer Oude Vier van de Varsity.
Begin 2024 werd Brouwer als aankomend talent door bondscoach Eelco Meenhorst opgenomen in de bondsselectie voor de Olympische Spelen van 2024 in Parijs. Brouwer nam daar samen met Nelson Ritsema, Rik Rienks en Guus Mollee deel in de vier zonder. De ploeg wist echter geen finaleplaats te behalen en strandde op een vierde plek in de herkansing, waar slechts de beste twee van vijf boten doorgaan naar de finale.
Brouwer studeert biomedische wetenschappen aan de Universiteit Utrecht.

## Resultaten

### Olympische Zomerspelen
| Jaar | Plaats | Resultaten           |
| ---- | ------ | -------------------- |
| 2024 | Parijs | 7e in de vier zonder |

### Europese kampioenschappen
| Jaar | Plaats  | Resultaten |
| ---- | ------- | ---------- |
| 2025 | Plovdiv | in de acht |